# MAGIC (AAA單曲)
《MAGIC》是日本音樂團體AAA的第53張單曲，於2017年2月8日由avex trax發售。

## 概要
- 《MAGIC》是成員伊藤千晃的畢業單曲，亦為7人體制的最後一張單曲[2]。
- A面曲《MAGIC》是朝日電視台電視劇《奪愛之冬》的主題曲[3]，風格偏向黑暗童話[4]。
- 此單曲繼《Black & White》後，約10年以來收錄《颶風·莉莉，波士頓·瑪麗》的演唱會音源作B面曲。
- 此單曲有2個版本，分別有「CD+DVD」和「CD ONLY」。「CD+DVD」收錄了《MAGIC》的PV和Making。
- 在2月20日於公信榜單曲週排行榜取得第3位。

## 收錄内容

### CD
1. MAGIC
（作詞：Mio Aoyama / Rap詞：Mitsuhiro Hidaka / 作曲：ArmySlick、Lauren Kaori）
2. MAGIC (Instrumental)
3. 颶風·莉莉，波士頓·瑪麗 -TOKYO DOME ver.-
（作詞・作曲：真島昌利 / 編曲：家原正樹）

### DVD
1. MAGIC（Music Video）
2. MAGIC（Making）

## 出典
1. ↑  AAA、2017年初のシングル＆アルバムのタイトルを発表。シングルはドラマ主題歌に決定 （页面存档备份，存于） BARKS（2016年12月28日）2016年12月28日閲覧
2. ↑  . AmebaNews. 2017-02-10  [2020-03-19].
3. ↑  . ナタリー. 2016-12-28  [2020-03-19]. （原始内容存档于2020-11-06）.
4. ↑  . MusicVoice. 2017-01-25  [2020-03-19].[]